# Cuota judía
La cuota judía fue una cuota racial discriminatoria destinada a limitar o negar el acceso de judíos a varias instituciones. Esas cuotas fueron apareciendo durante los siglos XIX y XX en los países desarrollados y frecuentemente estaban presentes en la educación superior, muchas veces en universidades de prestigio.

## Por países

### Canadá
La cuota restrictiva de la Universidad McGill fue una de las de más larga duración, desde el punto de vista temporal, siendo adoptada oficialmente en 1920. Desapareció al final de la década de 1960.

### Alemania
En 1929 fueron adoptadas en Alemania una serie de normas y resoluciones numerus clausus con base en la raza y en el lugar de origen, no en la religión.
La ley de cuotas para arios fue promulgada supuestamente para evitar el número excesivo de alumnos en las escuelas y universidades, lo que hablaba de las preocupaciones alemanas de la época por el número excesivo de alumnos, que disminuiría la calidad de la enseñanza superior. A comienzos de 1933, cerca del 0,76 por ciento de la población alemana era judía, pero más del 3,6 por ciento de los estudiantes universitarios alemanes eran judíos, número que había caído de manera continuada desde el 9 por ciento que había en la década de 1880. Después de las leyes de 30 de julio de 1939, los judíos no tenían permiso para asistir a las escuelas públicas alemanas, y la ley de cuotas anterior fue eliminada por una normativa semisecreta en enero de 1940.
Aunque los límites no hayan sido totalmente cumplidos - la cuota de las mujeres quedó un poco por encima de 10 por ciento, principalmente porque un porcentaje más pequeño de hombres del que las mujeres aceptó su admisión en la universidad - para las mujeres fue casi dos veces más difícil ingresar en la universidad de lo que era a los hombres. Después de dos semestres, los límites de admisión fueron revocados, sin embargo, dejando en vigor la reglamentación no aria.

### Hungría
Cinco categorías fueron establecidas: operarios públicos, veteranos de guerra y oficiales del ejército, pequeños propietarios de tierras y artesanos, industriales y los comerciantes.

### Rumanía
El numerus Clausus no fue introducido por ley, pero fue adoptado para estudiantes judíos en las universidades de Cluj, Bucarest, Iasi y Cernauti.

### Rusia
Esas limitaciones fueron removidas en la primavera de 1917, tras la abdicación del zar durante la fase inicial de la revolución rusa de 1917-1918 (la llamada Revolución de febrero de 1917); más tarde, a finales de los años 1940, durante la fase inicial de la Guerra Fría y la marea de la campaña "anticosmopolita sin raíces", una discriminación grosera de hecho de los candidatos judíos fue reintroducida en muchas instituciones de enseñanza superior en la Unión Soviética hasta la Perestroika.

### Estados Unidos
Las instrucciones de Dean Milton Winternitz eran notablemente precisas: "Nunca admita más de cinco judíos, acepte solo dos católicos italianos y no acepte ningún negro." Como resultado, Oshinsky se acrecentó: " Jonas Salk y centenares como él" matriculou-se en la Universidad de Nueva York .
La política de admisión informal de la Universidad de Yale para restringir el cuerpo discente judío de la escuela a cerca de 10% terminó en el inicio de los años 1960.

### Yugoslavia
En 1940, el gobierno del Reino de Yugoslavia promulgó el Decreto sobre la Inscripción de Personas de Descendencia Judaica en la Universidad, Escuela Secundaria, Colegio de Formación de Profesores y Otras Escuelas Profesionales, que limitó la proporción de estudiantes judíos a la proporción de judíos en la población total.